# 云南菊头蝠
云南菊头蝠（学名：Rhinolophus yunnanensis）为菊头蝠科菊头蝠属的动物，是中国的特有物种。分布于云南等地。该物种的模式产地在云南户撒乡。其种加词 yunnanensis 意为“云南的”。